# Старий Водопій
Старий Водопій — одна з місцевостей Миколаєва в Інгульському районі.

## Назва
Назва місцевості пішла від назви хутора (Водопій), що був на цьому місці ще у XVIII столітті. Назва останнього, ймовірно, пов'язана з наявністю колодязя з водопійними лотками для коней і худоби. 1833 року «Спілка будівельників водопроводів» намагалася здобути на хуторі воду для міського водопроводу, але невдало.

## Географічні межі місцевості
Старий Водопій поділявся на чотири частини. Перша починалася від старого міського кладовища і закінчувалася приблизно в районі вулиці Легпромівської. В народі мала назву Балки. Друга частина, безпосередньо Старий Водопій, починалася від Млина до П'ятихаток (від Нагірної до Електронної). Третя частина починалася від П'ятихаток до балки, і четверта частина була за балкою, яка простягнулася від берега Інгулу до Баштанського шосе, де тепер приватні гаражі, урочище Дубки, створене зусиллями Миколаївського лісництва в п'ятдесяті роки XX століття, і де знаходилися Водопійські каменоломні і вапняні печі.
Територія на південний захід від сучасного Херсонського шосе до проспекту Миру, що була заселена пізніше, отримала назву Новий Водопій.

## Історія

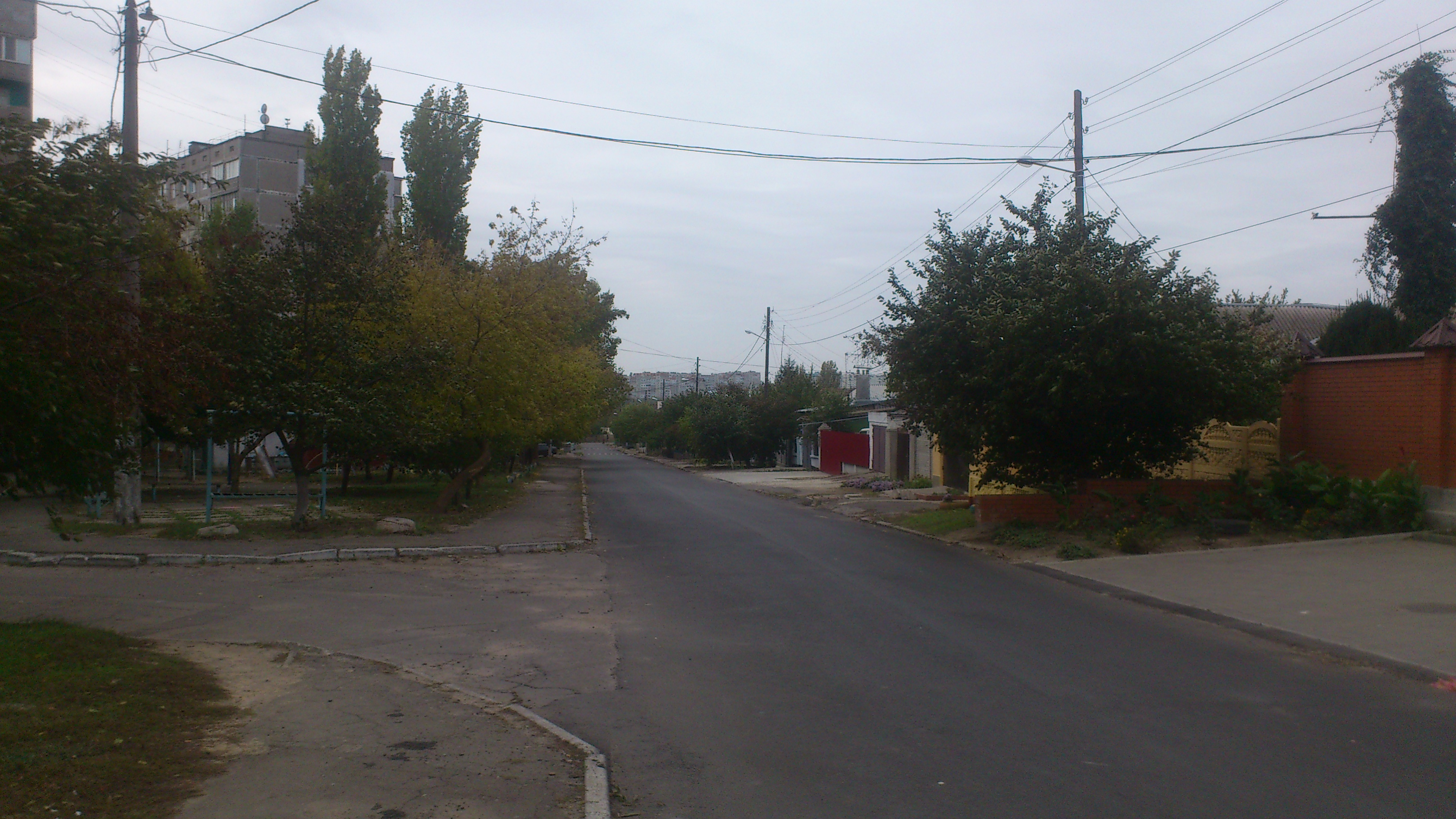
10-та Лінія, справа — приватний сектор Старого Водопою, зліва — багатоповерхівки 13-ї лінії

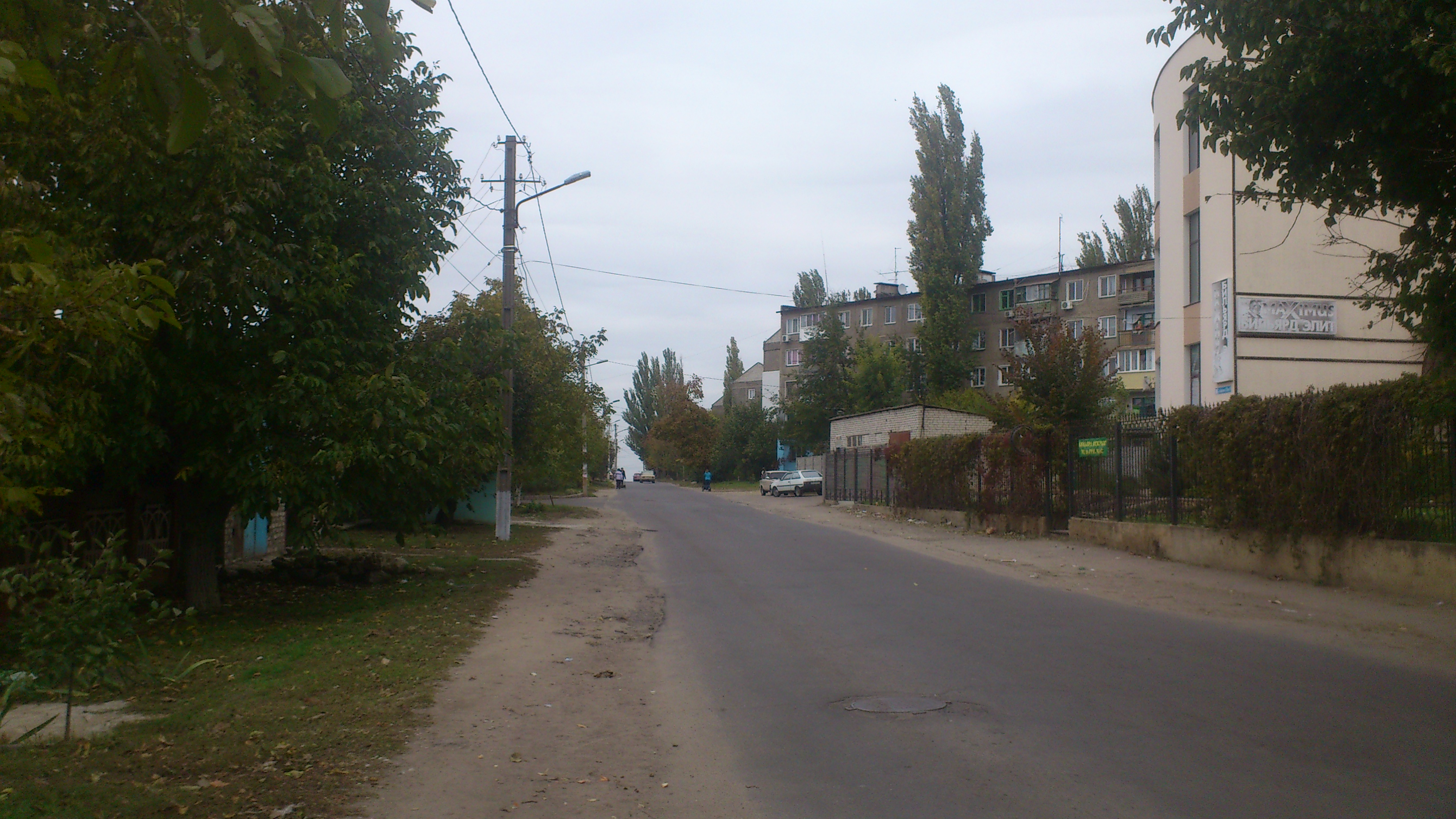
Вулиця Вінграновського

### Заселення хуторів Миколаївщини
Проєктом розвитку міста 1798 року передбачався розвиток забудови на лівому березі Інгула навпроти півострова Аляуди. Там пізніше і з'явилися хутори Аверин, Водопій, Мішково. У військово-статистичному описі Херсонської губернії, складеному штабом 2-го резервного кавалерійського корпусу в 1847 році, наводяться докладні відомості про Миколаїв, його географічне положення, про річки які його омивають, про землю, про клімат, про оточуючі степи, про кількість житлових будинків, про жителів, про адміралтейські селища. Однак нічого не сказано про хутора.
Вперше офіційно про хутори Водопій, Аверин, Кулібакін (нині Кульбакине) згадується в «Путівникові і адрес-календарі м. Миколаїв в 1869 році». За переписом 1868 року в них мешкало 1394 чоловіка і 1354 жінки. Там же вказується:
|  | Поселення ці влаштовані за наказом генерал-фельдмаршала Потьомкіна в 1789-1790 роках з метою, аби мешканці працювали в Адміралтействі |

В листі Миколаївського міського голови губернатору говориться таке:
|  | Корінні жителі хуторів Водопій, Мішково, Погорілове і Широка Балка, які почали селитися в цих місцях 60-70 років тому, представляли до 1875 року окремі хуторські громади, складаючи собою 2-е миколаївське міщанське суспільство з окремими старостами. Із заснуванням в Миколаєві міщанської управи, це окреме міщанське суспільство злилося з громадою міста Миколаїв, поряд з міськими міщанами. Заняття і промисли хуторян є вирощування хліба, робота на городі, візникова справа, рибна ловля, випалювання вапна, ломка каменю і молочне виробництво. Населення зараз 4200 душ обох статей. Власники будинків на хуторах окрім звичайного оцінного збору сплачують у дохід міста орендну плату за землю, відведену їм тимчасово під садиби по 1/4 копійки на рік за кожну квадратну сажень. Ломка будівельного каменю на міській землі дозволяється їм безкоштовно, під наглядом доглядача міських земель. Точно так само безкоштовно дозволено користуватися цим каменем для випалці вапна. |

Точно визначити людей, що заселили хутори, неможливо. Первісне заселення під хуторм відбувалося переважно шляхом захоплення місць, тобто фактичне оволодіння не пов'язано ні з чиїм дозволом. Тільки в 1887 році міська Дума створила комісію для видачі документів жителям хуторів на право тимчасового володіння відведеної їм ділянки під садибу. 2 липня 1846 року від імені 145 сімейств нижніх чинів Чорноморського флоту відставні унтер-офіцери Єгор Шишков, Михайло Петренко і Савелій Гаврилов звернулися з проханням до генерал-губернатора Миколаєва М. П. Лазарєва про запровадження їх на казенних землях Адміралтейства. У проханнях вказувалося, що 11 сімей відставних нижніх чинів вже їздили на свою батьківщину, але не змогли там влаштуватися. Почалася тривала переписка між миколаївськими чиновниками і канцеляріями Петербурга, які дійшли до імператора. В серпні 1847 р. на розпорядженню генерал-губернатора 38 сімейств відставних нижніх чинів отримали право оселитися на Миколаївській 3-ій відбірочній ділянці. У списку перших поселенців були: Чернов, Петренко, Бондаренко, Лагутін, Тарасенко, Курдін, Петров та інші прізвища.
Спершу зайняття місць під поселення відбувалося простим захватом місця, тобто нічийого дозволу на це не треба було. Тільки в 1887 році міська Дума створила комісію для видачі документів мешканцям про право власності на землю.

### Побутове життя хуторян
На хуторі було 19 діючих млинів. Взимку поселенці користувалися водою з Інгулу, влітку вода ставала соленою і доводилося будувати криниці. Найвдаліший колодязь побудував Борщевський. Колодязь цей знаходився в балці на початку вулиці П'ятихатки. Жителі з усього Водопою ходилидо цього колодязя, який так і називався «Борщівський». Колодязь цей існував до сімдесятих років. Другий колодязь був біля церкви і називався «церковним». Були колодязі і в інших місцях.
До 1855 року чоловіча частина мешканців працювали в Адміралтействі на будівництві кораблів для Чорноморського флоту.

### Населення хутору
До 1855 року чоловіче населення хуторів працювало в Адміралтействі на будівництві кораблів Чорноморського флоту. Згідно з переписом населення 1875 року: хуторян-міщан було 1381 чоловік і 1370 жінок, а всього було жителів 1483 чоловіки та 1464 жінки . Дітей було 1260 чоловік. Землевласників було 1400 чоловік з них:
- цеглярів — 15,
- гончарів — 2,
- бондарів — 1,
- повитух — 9,
- теслярів −12,
- кравців — 10,
- пічників — 3,
- прислуги — 180,
- утримувачів питних закладів — 11,
- утримувачів заїжджих дворів — 6,
- шевців — 11,
- столярів — 4,
- садівників — 47, в тому числі 21 жінка,
- торговців — 11,
- вчителів — 1 (жінка),
- духовного звання — 3 людини.

Грамотних значилося 169 осіб, в тому числі отримали домашню освіту- 115.

### Проблемні ремесла: ломка каменю та випалювання вапна
Ломкою каменю та випалюванням вапна жителі Водопою почали займатися з самого початку поселення в цьому місці. Згідно зі звітом доглядача міських земель, на водопої палили вапно міщани Іван Червінський, Іван Грос та Фадей Дюмін. Міщанин хутора Водопій Іван Кириченко 21 січня 1872 просив дозволу на будівництво вапняної печі «поблизу річки Інгул». 1875 року на хуторах Водопій і Аверін випалювали вапно:
- Іван Червінський — 1 піч, 25 куб. сажнів, акциз 40 рублів;
- Іван Грос — 1 піч, 20 куб. сажнів, акциз 30 руб.;
- Фадей Дюмін — 1 піч,22 куб. сажнів, акциз 35 рублів;
- Іван Кириченко — 1 піч, 18 куб. сажнів, акциз 25 руб;
- Павло Зотіков — 1 піч, 30 куб. сажнів, акциз 40 рублів.

У 1878 році Павло Борщевський, Іван Загура, Данило Бойко, Семен Соколов, Павло Коломійцев, Петро Севастьянов, Гавриїл Соколов, Федір Бичак, Петро Мошков, Борис Мошков самовільно наламали 89 кубічних сажнів каменю і не сплатили податок, за що з них було стягнуто по 50 копійок за кожен кубічний сажень. Безконтрольно тривала ломка каменю і в 1879 році. 1882 року Захар Бойко просив дозволу на будівництво вапняної печі біля Червінського. 1885 року завідувач міськими хуторами в доповідній записці в міську Думу повідомляв, що «На хуторі Водопій в 1 частини міщани займаються ломкою каменю, підриваючи дорогу» (в районі старого кладовища). Ламали камінь і поблизу міських боєнь (біля мосту на хутір Аляуди). 1887 року доглядач міських земель Горзун доповідав міській Думі про те, що в 3-ій частині Водопою по балці проводиться ломка каменю від садиби № 90 до садиби № 169, розкопка ведеться не правомірно, підкопом під садиби, про що скаржаться господарі садиб. Далі зазначалося, що вже зроблено підкоп під садибу № 167 і ніхто жодних заходів не вживає. 1888 року гірська інспекція заборонила видобуток каменю мінами, попри клопотання міської Думи залишити такий спосіб видобутку каменю хуторянам як виняток, оскільки «призупинення видобутку каменю позбавить бідних жителів додаткового заробітку». Міна — це застаріла назва підземного ходу, підкопу. Старожили Водопою розповідають, що в балці, де добували камінь, було дуже багато мін, деякі були завглибшки до 100 метрів. У роки фашистської окупації в цих мінах ховалася молодь від угону в гітлерівську Німеччину. 1889 року був впорядкований видобуток каменю на хуторах із встановленням правил і способу роботи в каменоломнях. 27 липня 1889 були видані свідоцтва на право ломки каменю в балці хутора Водопій відставному матросу Федору Дюмін, міщанам Захару Дяченко, Миколі Дяченко, Порфирію Майгурі та іншим. Тут же, в каменоломнях, у печерах на глибині 1,5 сажня виявляли тонкі пласти білої глини, яку також здобували для продажу. Видобуток каменю та випалювання вапна не були основним видом заробітку.

### Сільське господарство на хуторі Водопій
Жителі Водопою займалися і сільським господарством. Міська Дума відводила в оренду хлібопашні і сінокісні землі ділянками по 15 десятин. Хуторяни часто самовільно захоплювали землі. Так, у 1878 році міщанин Василь Мазан захопив 6 десятин міської Толочний землі під посів ярого хліба. Дума зобов'язала В. Мазаєв протягом 7 днів внести в казну 9 рублів, в іншому випадку віддати під суд. Миколаївська земля і погода не балували селян. У 1873, 1874, 1875 роках внаслідок посухи був неврожай. «У багатьох пунктах губернії не зібрано ні зерна, і населенню доводиться харчуватися в оних місцях кулешем з мишиєм або запаленого проса. Переважну їжу населення становить квашена капуста і буряки. В багатьох будинках ця їжа виняткова, тому що хліба у них немає. Їжі потребували не тільки бідняки, але й заможні господарі. Заробітків немає, багато хто ходив шукати роботув Миколаїв і повернулися ні з чим.»Ж. Два неврожайних роки, 1891—1892, настали за цілою низкою років посередніх врожаїв. Не тільки бідні, але й люди заможні, як міські купці, опинилися в критичному, майже безвихідному становищі. 1896 року уповноважені міських хуторів звернулися до Миколаївського генерал-губернатора М. В. Копитова з проханням надати хуторянам під хліборобство громадські землі, без торгів, по 3 рубля за десятину. Однак міська управа відмовила у цьому проханні, вважаючи існуючу ціну і так дуже низькою.. 1899 року на землях, що належать Миколаївському губернаторству, був повний неврожай зернових. З 12800 десятин зібрали трохи більше ніж 10000 пудів, що в середньому менше 1 пуда з десятини. Міська Дума списала всі недоїмки із селян, асигнувала 10000 рублів на придбання хліба для роздачі хуторянам. Крім того, було виділено 6973 рубля вз суспільного капіталу для придбання посівного матеріалу.

### Церква Святого Духа

Церква Святого Духа на Старому Водопої

Стрімке зростання міських хуторів, і особливо Водопою, викликало необхідність створення адміністративних, духовних та інших закладів. Тут створюється поштова станція, засновується поліцейське управління і управління міськими хуторами. Найближча церква — цвинтарна Всіх Святих, була на відстані двох-чотирьох верст, що викликало певні труднощі для віруючих при виконанні ними релігійних обов'язків — хрещення дітей, вінчання молодят, відспівування покійних, відвідування храму по святах. На початку 1855 року група хуторян, за порадою міського голови Костянтина Миколайовича Соболєва, звернулися до архієпископа Таврійського і Херсонського з проханням дозволити побудувати церкву на Водопої. 31 травня того ж року Херсонська духовна консисторія дозволила хуторянам заготовити матеріали для будівництва церкви, скласти план і повідомила про це Миколаївського генерал-губернатора адмірала М. Б. Берха. Останній доручив міській Думі створити комісію з числа хуторян і міських чиновників для визначення місця будівництва, а також скласти проєкт церкви.
Міська Дума 23 червня 1855 доручила міському архітекторові штаб-капітану І. К. Козакову обрати із Водопою п'ять чоловік для вишукування місця побудови храму, скласти викопіювання і протокол. Комісія у складі заступника міського голови К. Соболєва, міського поліцмейстера Коробчевського, міського архітектора І. К. Казакова, за участю жителів Водопою: Гавриїла Дюміна, Федора Сагайдака, Федота Письменного, Михайла Щербакова, Насіння Полякова, Івана Романовського, Миколу Міщенка, Івана Майгура, Петра Конотопова, Павла Зотиківа, Володимира Долгальова, Івана Федорова, Кирила Калашникова, Никифора Юрченко, Савелія Гросул, Фадея Дюміна, Федора Савицького, Івана Гуженко і Михайла Кириченко постановила обрати місце побудови церкви хутір Аверін, скласти план, завести книгу за правильним виконанням робіт. Під протоколом підписалися всі учасники комісії. Будівельником молитовного будинку затвердили купецького сина Гавриїла Дюміна. Проєкт церкви виконав міський архітектор І. К. Казаков. Нагляд за будівництвом храму здійснював благочинний миколаївських церков протоієрей Іоанн Станіславський. Гавриїл Дюмін збирав кошти і будував церкву, звітуючи перед міською управою про доходи і витрати.
Жителі хуторів брали активну участь у будівництві храму на добровільних засадах. Ті, хто багатший, вносили грошову пожертву, інші добували камінь для будівництва, випалювали вапно, перевозили будівельні матеріали своїми підводами. Фахівці виконували кам'яні, штукатурні та теслярські роботи.
3 серпня 1857 будівельник храму Гавриїл Дюмін рапортував міській Думі про виконані роботи. 28 серпня квартирний комітет міської Думи, з дозволу генерал-губернатора адмірала Г. І. Бутакова, видав під розписку К. Соболєву 700 рублів сріблом, на спорудження молитовного будинку на Водопої. Будівництво храму було закінчено, 19 грудня 1857 року його освятили як молитовний будинок в ім'я Святого Духа. У цьому храмі багато десятиліть вів службу священник Сава Чехович. Костянтин Миколайович Соболєв був старостою церкви Всіх Святих на Миколаївському міському кладовищі. За клопотанням Херсонського єпархіального начальства, в 1862 році імператор Олександр II нагородив його золотою медаллю для носіння на шиї на Станіславській стрічці. («Херсонські єпархіальні відомості», 1862 рік, № 13).

### Перша народна школа на хуторі Водопій
Після призначення військовий генерал-губернатором Миколаєва адмірала Миколи Андрійовича Аркаса, він 9 березня 1872 звернувся з листом в Миколаївську міську Думу: «До відома мого дійшло, що на хуторі Водопій дотепер немає жодної народної школи, в якій могли б навчатися грамоти діти тамтешніх жителів і що останні посилають своїх дітей у школи Миколаєва. Беручи до уваги, що обивателі Водопою, наскільки мені відомо, мають такі кошти, що могли б заснувати на місці кілька шкіл, де діти їх навчилися б читання та письма, я пропоную міській Думі зобов'язати міщанське суспільство відкрити на хуторі Водопій, принаймні, одну народну школу для дітей місцевих жителів і про час відкриття мені доповісти». Міська Дума доручила вирішення цього питання старості 2-го Миколаївського міщанського суспільства Кириченко. Відбулися збори товариства міщан хутора Водопій, на якому обговорили пропозицію М. А. Аркаса про відкриття народної школи. Товариство міщан не визнало можливим відкриття школи про що і доповіли генерал-губернатору 10 травня 1872 року. 18 січня 1880 відомий в місті Миколаєві доктор медицини Микола Миколайович Прусаков звернувся в міську Думу з листом, в якому переконливо доводив про необхідність і можливість асигнувати кошти на пристрій 3-х шкіл на хуторах Водопій, Мішково і Широка Балка. Дума доручила міській управі вивчити це питання і підготувати пропозиції. У підготовці остаточного рішення взяли участь член міської управи В. А. Даценко (майбутній міський голова), голова комітету Миколаївських міських шкіл грамотності І. П. Бартенєв, доктор М. М. Прусаков і представник міщан Водопою Н. Бойко. Було ухвалене рішення: школи будувати, визначені їх розміри і вартість (приблизно 2000 рублів кожна), складання проєктів і кошторисів доручено міському архітекторові. Міщанська управа відмовилась виділити кошти на будівництво шкіл. Тоді міська Дума 17 березня 1881 ухвалила рішення будувати спочатку одну школу на водопої й доручила архітекторові скласти план і кошторис протягом 2-х тижнів.
8 вересня 1882 школа була відкрита. 1910 року їй було присвоєно ім'я відомого російського поета О. В. Кольцова. Школа містилася в невеликій будівлі з 6-ти кімнат, 3 з яких були відведені вчителям і 3 для класів. Площа класних кімнат:
- перша: 3 саж, 2 фути, 8 дюймів на 2 сажні, 6 футів;висота — 1 сажень, 3 аршини, 9 дюймів
- друга: 2 сажня, 6 футів, 2 дюйми на 2 сажні, 6 футів;висота — 1 сажень, 3 аршини, 9 дюймів
- третя: 2 сажня, 6 футів, 2 дюйми на 2 саж, 1 фут, 6 дюймів;висота — 1 сажень, 3 аршини, 9 дюймів.

Першими вчителями Водопійської школи були затверджені дружина лейтенанта Марія Григорівна Горенко і дочка державного селянина Анастасія Максимівна Манзарар. Законовчителем був затверджений священник Водопійський Свято-Духівської церкви Савва Чехович. На утримання школи Дума виділила 300 рублів для оплати праці: старшій вчительці — 150 рублів, молодшої вчительці- 120 рублів, законовчителем — 30 карбованців на рік. Доповідаючи Думі про водопойской школі, В. А. Даценко 21 листопада 1882 писав: «Школа, має великий успіх у місцевого населення. Ще не пройшло і 3-х місяців з дня відкриття, а вже налічується 65 учнів.» Навчальна програма в школі була затверджена Думою:
- Закон Божий.
- Читання по книгах цивільної та церковної друку.
- Лист.
- Перші 4 дії арифметики.
- Церковний спів.

Школа була укомплектована меблями та навчальним приладдям за списком, складеним і. о. міського голови В. А. Даценко:
- портрет Государя Імператора у позолоченій рамі (1),
- картонний годинник зі стрілками (1),
- картини зі Старого та Нового заповітів в книгах по 30 картин в кожній (2),
- картини 4-х пір року (4),
- аспідні дошки в рамках (100),
- грифелі (200),
- олівці (2 Граса),
- ручки з пір'ям (2 Граса),
- пір'я сталеві (4 Граса),
- чорнильниці скляні (60),
- книги: «Російська початкова школа» (1),
- «Бесіди» Малініна (1),
- «Книга для учнів» Ушакова (1),
- «Рідна мова» Бунакова (1),
- «Методика» Євтушевська-го (1),
- «Задачник Євтушевського» (1),
- «Книга про природу» Германа (1),
- «Бесіди про природу» Зібова (1),
- «Повчання про правильну віру» Соколова (100),
- «Священна історія» (50),
- «Молитва» Соколова (100),
- Євангеліє російською та слов'янською мовами (10),
- «Буквар» Добровольського (100),
- «Рідне слово» Ушинського на 1-й рік (50),
- «Рідне слово» Ушинського на 2-й рік (50),
- «Наш друг» Корера (20),
- друковані літери в комплектах (2).

Попечителем водопойской школи Дума затвердила відомого в Миколаєві громадського діяча і літератора, гласного міської Думи Григорія Миколайовича Ґе (брата художника-передвижника Миколи Ґе і письменника Івана Ґе). Він займався складанням літератури потрібної для навчання в школі, яка була придбана у 1883 році.
У 1883 році навколо школи побудували кам'яну огорожу, для чого Дума виділила 743 рубля.

8 грудня 1883 року попечитель школи Г. М. Ґе звертається до Думи з проханням звільнити кількох учнів від сплати за навчання у зв'язку з бідністю їх батьків. Він пише: 
|  | Школа переповнена учнями. 20 дітей ходять з інших хуторів. У школі відмінно поставлена справа навчання талановитими вчительками Марією Горенко та Анастасією Манзарар. Бажаючих вчитися багато, але не всі можуть платити за навчання. |

 Він просить звільнити від сплати за навчання учнів: Ольгу Бабину, Іллю Ворчакова, Ларіона Чембаре, Гафію Костенко, Степана Чембаре, Максима Захарченко, Петра Демченка, Максима Крилова, Авдотью Черненко, Максима Верчакова. 1884 року з 70 учнів заплатили за навчання 50, звільнені від сплати 11, не внесли плати 5.
У 1888 році попечителем водопійскої школи був затверджений гласний міської Думи протоієрей Петро Петрович Єланський. На його прохання в 1900 році водопійській школі Дума виділила 2 десятини землі для розведення саду.

### Церковно-приходська школа на хуторі Водопій
Водопійська міська народна школа не задовольняла потреб населення в освіті дітей. На прохання парафіян Свято-Духівської церкви 28 жовтня 1898 попечитель церкви Артухін і священник Чехович звернулися в міську Думу з проханням про виділення землі для будівництва церковно-приходської школи на хуторі Водопій. 30 січня 1899 своїм рішенням Дума виділила 1350 квадратних сажнів біля церкви для будівництва церковно-приходської школи. Школа була побудована і відкрита в 1900 році. Термін навчання в школі 2 роки. Завідував школою і законовчителем був священник Сава Іванович Чехович, вчителькою працювала Клавдія Василівна Губанова. 1905 року в школі навчалося 39 хлопчиків і 15 дівчаток. З 1921 року по 1941 рік приміщення церковнопарафіяльної школи належало школі № 27, і в ньому проводилися заняття учнів молодших класів. У «Адреса-календарі міста Миколаєва на 1900 рік» в описі водопойского міського народного училища ім. Кольцова наводяться цікаві дані про роботу школи з початку її відкриття до 1900 року."Шкільний двір площею 120 кв. сажнів обгороджений кам'яною стіною, до нього примикає досить обширний (390 кв. сажнів), але абсолютно занедбаний сад. Загалом шкільне приміщення справляє досить неприємне враження: воно погано влаштовано і ще гірше обставлено. Училище складається з 4-х відділень. У ньому викладається:
- Закон Божий,
- Історія Нового і Старого заповітів,
- Катехізис і вчення Богослужіння,
- російська мова,
- етіологія і синтаксис,
- арифметика,
- географія Російської Імперії.

Бібліотека школи складається з 154 книг — 100 для учнів і 54 для вчителів. В школу ходять діти всіх станів і вірувань без будь-якої оплати.
| ×       | Хлопці | Дівчата | Загалом | Закінчили навчання | Вибули до закінчення | Вступили на навчання | Міщан | Селян |  |
| ------- | ------ | ------- | ------- | ------------------ | -------------------- | -------------------- | ----- | ----- |  |
| 1883 р. | 43     | 26      | 68      |                    | 39                   |                      | 68    |       |  |
| 1884 р. |        |         | 84      |                    |                      |                      |       |       |  |
| 1885 р. |        |         | 87      |                    |                      |                      |       |       |  |
| 1893 р. | 48     | 42      | 90      | 6                  | 47                   | 43                   | 90    | 14    |  |
| 1894 р. | 66     | 41      | 107     |                    |                      |                      | 90    |       |  |
| 1897 р. | 73     | 35      | 108     | 10                 | 38                   | 30                   | 105   | 1     |  |
| 1898 р. | 66     | 26      | 92      | 5                  | 27                   | 46                   | 91    | 1     |  |
| 1899 р. | 70     | 30      | 100     |                    |                      |                      |       |       |  |
| 1900 р. | 71     | 40      | 111     |                    |                      |                      |       |       |  |